# Montaigu-la-Brisette

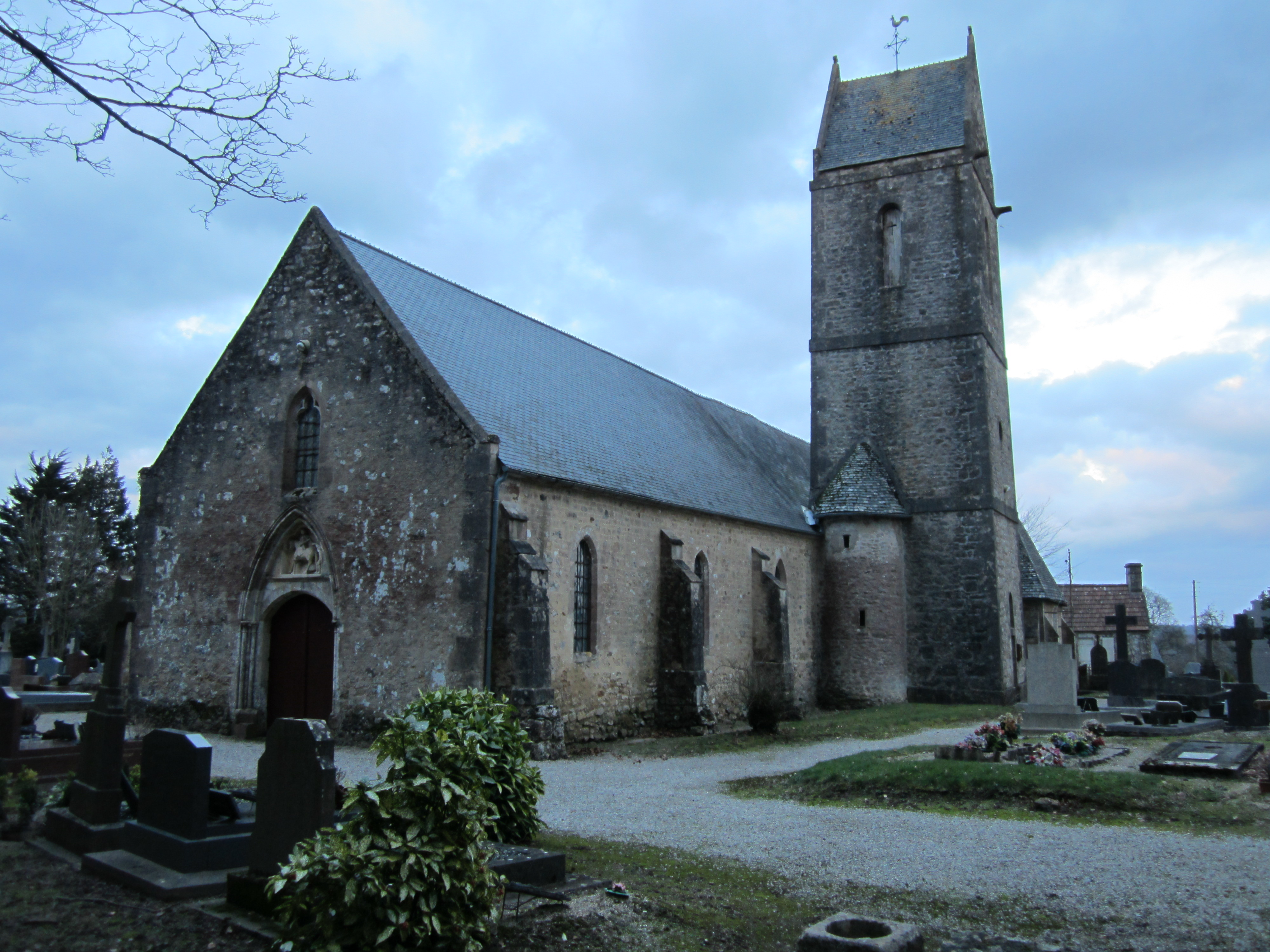
Kerk

Montaigu-la-Brisette is een gemeente in het Franse departement Manche (regio Normandië) en telt 466 inwoners (2005). De plaats maakt deel uit van het arrondissement Cherbourg-Octeville.

## Geografie
De oppervlakte van Montaigu-la-Brisette bedraagt 14,5 km², de bevolkingsdichtheid is 32,1 inwoners per km².
De onderstaande kaart toont de ligging van Montaigu-la-Brisette met de belangrijkste infrastructuur en aangrenzende gemeenten.

## Demografie
Onderstaande figuur toont het verloop van het inwonertal (bron: INSEE-tellingen).

1. ↑  Populations de référence 2022.